# Rajmil Fischman
Rajmil Fischman (* 1956 in Lima) ist ein peruanischer Komponist und Musikpädagoge.
Fischman besuchte das Nationalkonservatorium in Lima und absolvierte ein Studium als Elektroingenieur am Israel Institute of Technology. An der Rubin-Musikakademie der Universität Tel Aviv studierte er Dirigieren und Komposition bei Abel Ehrlich. Ab 1985 setzte er sein Studium an der University of York bei John Paynter und Richard Orton fort und schloss es 1991 als Ph.D. ab.
Von 1990 bis 1995 war er Chefdirigent und künstlerischer Leiter der Keele Philharmonic Society, von 1998 bis 2000 Musikdirektor und von 2001 bis 2004 Direktor des Musiktechnologieprogramms der Keele University. Dort etablierte er den Studienzweig für digitale Musiktechnologie, gründete das Laboratorium für Computermusik und wirkt als Direktor für musiktechnologische Forschung und Professor für Komposition. Er ist außerdem Mitglied der Red de Arte Sonoro Latinoamericano, (RedASLA), des Círculo de Composición del Perú (Circomper) und des Sonic Arts Network.
Für seine Komposition Cold Fire für Streichquartett und Tonband erhielt Fischman 1998 den Zweiten Preis beim Pierre-Schaeffer-Wettbewerb für Computermusik. Alma Latina erschien beim Label Lontano Records, und seine Orchesterkomposition Magister Ludi wurde vom Israel Music Institute veröffentlicht. Neben seiner Tätigkeit als Musikpädagoge und Komponist arbeitet Fischman auch wissenschaftlich auf dem Gebiet der Theorie und Ästhetik der elektroakustischen Musik.